# Robert LeRoy
Robert LeRoy, né le 7 février 1885 à New York et mort dans la même ville le 7 septembre 1946, est un joueur de tennis américain.

## Biographie
Robert LeRoy est double médaillé d'argent aux Jeux olympiques de 1904 à Saint-Louis (Missouri), battu en finale du simple par Beals Wright.
Il a joué pour l'Université Columbia, où il remporte de 1904 à 1906 le championnat inter-collégial. Quart de finaliste du championnat des États-Unis en 1906, il atteint la finale l'année suivante face à William Larned. Ce résultat lui permet de se classer au 5e rang du classement national. Il participe régulièrement au tournoi jusqu'en 1923. Il remporta également trois titres consécutifs au tournoi de Cincinnati (1907–1909).
En 1903, il effectue une tournée en Europe et remporte le championnat d'Europe à Schéveningue et le championnat du Sussex.
Diplômé en 1908 d'un Bachelor of Laws de la Columbia Law School, il a exercé professionnellement pour le cabinet d'avocat Cadwalader, Wickersham & Taft (en) à Wall Street. En 1923, il a contribué à la création du Musée de la ville de New York, occupant jusqu'à sa mort le poste de secrétaire et administrateur de l'établissement.

## Palmarès (partiel)

### Titres en simple messieurs
|   | Date | Nom et lieu du tournoi            | Surf.      | Finaliste              | Score                   |
| - | ---- | --------------------------------- | ---------- | ---------------------- | ----------------------- |
| 1 | 1907 | Cincinnati tournament, Cincinnati | Dur (ext.) | Robert Chauncey Seaver | 8-6, 6-8, 6-2, 6-0      |
| 2 | 1908 | Cincinnati tournament, Cincinnati | Dur (ext.) | Nat Emerson            | 6-0, 7-5, 6-4           |
| 3 | 1909 | Cincinnati tournament, Cincinnati | Dur (ext.) | Nat Emerson            | 6-3, 3-6, 6-0, 1-6, 6-3 |

### Finales en simple messieurs
|   | Date | Nom et lieu du tournoi            | Cat.      | Surf.        | Vainqueur      | Score                   |
| - | ---- | --------------------------------- | --------- | ------------ | -------------- | ----------------------- |
| 1 | 1904 | Jeux olympiques, Saint-Louis      | Olympic   | Terre (ext.) | Beals Wright   | 6-4, 6-4                |
| 2 | 1906 | Cincinnati tournament, Cincinnati |           | Dur (ext.)   | Beals Wright   | 6-4, 6-4, 4-6, 4-6, 6-2 |
| 3 | 1907 | US Men's National Champ’s         | G. Chelem | Gazon        | William Larned | 6-2, 6-2, 6-4           |

### Finale en double messieurs
|   | Date | Nom et lieu du tournoi       | Cat.    | Surf.        | Vainqueurs                 | Partenaire    | Score         |
| 1 | 1904 | Jeux olympiques, Saint-Louis | Olympic | Terre (ext.) | Beals Wright Edgar Leonard | Alphonzo Bell | 6-4, 6-4, 6-2 |